# Трудові мобілізації
Трудові мобілізації — метод здійснення загальної трудової повинності радянською владою. Мобілізації підлягали чоловіки від 18 до 50 років та жінки у віці від 18 до 40 років. Робітників «приписували» до відповідних підприємств та зобов'язували виконувати встановлену норму виробітку. Ті, хто ухилявся від роботи, або самовільно залишав підприємство, підлягали відправці до концентраційних таборів.